# Myndus munda
Myndus munda är en insektsart som beskrevs av Frederick Arthur Godfrey Muir 1923. Myndus munda ingår i släktet Myndus och familjen kilstritar. Inga underarter finns listade i Catalogue of Life.